# Llista de topònims de Corbera de Llobregat
Llista de topònims (noms propis de lloc) del municipi de Corbera de Llobregat, al Baix Llobregat
Informació actualitzada per un bot. Els canvis manuals es perdran quan s'actualitzi!

## barraca de vinya
| imatge | Nom                        | Ubicat a             | instància de                           | Detalls                                  | coordenades | Protecció                                  | Commons (més fotos)        | Dades a WD                    |
| ------ | -------------------------- | -------------------- | -------------------------------------- | ---------------------------------------- | --- | ------------------------------------------ | -------------------------- | ----------------------------- |
|        | Borja de can Canals        | Corbera de Llobregat | barraca de vinya                       | Estil: arquitectura popular              | 41° 25′ 22″ N, 1° 53′ 42″ E / 41.42269°N,1.89501°E ca:Part inferior de la finca de Can Canals, sota la carretera BV 2425, Km 1 900                     |                                            |                            | Modifica les dades a Wikidata |
|        | Borja de can Lluís         | Corbera de Llobregat | barraca de vinya                       |                                          | 41° 24′ 51″ N, 1° 54′ 48″ E / 41.41429°N,1.91343°E ca:Prop de la carretera BV 2421, Km 7 700, en les proximitats de la Urbanització Can Lluís-Romagosa |                                            |                            | Modifica les dades a Wikidata |
|        | Borja de can Panyella      | Corbera de Llobregat | barraca de vinya                       |                                          | 41° 25′ 11″ N, 1° 54′ 05″ E / 41.41961°N,1.90135°E ca:Sobre la carretera BV 2425, Km 1 000, entre Can Panyella i la Font de les Febres                 |                                            |                            | Modifica les dades a Wikidata |
|        | borja can Planas Sud       | Corbera de Llobregat | barraca de vinya element arquitectònic | Estat: enderrocat o destruït             | 41° 24′ 59″ N, 1° 55′ 40″ E / 41.41632°N,1.92772°E ca:Can Planas sud                                                                                   |                                            |                            | Modifica les dades a Wikidata |
|        | borja de Sant Ponç         | Corbera de Llobregat | barraca de vinya                       | Estil: arquitectura popular              | 41° 24′ 25″ N, 1° 54′ 50″ E / 41.406942°N,1.913897°E ca:Prop del camí de Sant Ponç i de la riera de Rafamans, al barri de Can Rigol                    | bé integrant del patrimoni cultural català | Borja de Sant Ponç         | Modifica les dades a Wikidata |
|        | borja del Serral d'en Roig | Corbera de Llobregat | barraca de vinya                       | Estil: arquitectura popular 18th century | 41° 25′ 03″ N, 1° 54′ 58″ E / 41.417537°N,1.91609°E ca:Vessant nord del serral d'en Roig, entre les Parretes i el Bonrepós, sobre el Camí Ral          | bé integrant del patrimoni cultural català | Borja del Serral d'en Roig | Modifica les dades a Wikidata |

## casa
| imatge | Nom                                        | Ubicat a             | instància de        | Detalls                                                               | coordenades | Protecció                                  | Commons (més fotos) | Dades a WD                    |
| ------ | ------------------------------------------ | -------------------- | ------------------- | --------------------------------------------------------------------- | --- | ------------------------------------------ | ------------------- | ----------------------------- |
|        | Ca l'Aiguardenter                          | Corbera de Llobregat | casa                | Estil: arquitectura popular                                           | 41° 25′ 00″ N, 1° 55′ 26″ E / 41.41669°N,1.92383°E ca:Travessia de la Font Vella, 10                                                                                             |                                            |                     | Modifica les dades a Wikidata |
|        | Cal Bessó                                  | Corbera de Llobregat | casa                | Estil: arquitectura popular 1774                                      | 41° 25′ 02″ N, 1° 55′ 12″ E / 41.417097°N,1.920058°E ca:Carrer Canigó, 9 | bé integrant del patrimoni cultural català | Cal Bessó           | Modifica les dades a Wikidata |
|        | Cal Dèvil                                  | Corbera de Llobregat | casa                | Estil: arquitectura popular                                           | 41° 25′ 02″ N, 1° 55′ 13″ E / 41.41721°N,1.92017°E ca:C/ Canigó, 11 |                                            |                     | Modifica les dades a Wikidata |
|        | Cal Quim dels Duros                        | Corbera de Llobregat | casa                | Estil: arquitectura gòtica 16th century                               | 41° 25′ 04″ N, 1° 55′ 22″ E / 41.4179°N,1.92287°E ca:Carrer de l'Església, 7 | bé integrant del patrimoni cultural català |                     | Modifica les dades a Wikidata |
|        | Cal Teixidor                               | Corbera de Llobregat | casa                | Estil: arquitectura popular 17th century Estat: enderrocat o destruït | 41° 25′ 06″ N, 1° 55′ 25″ E / 41.418228°N,1.923509°E ca:C/ Major, 13 | bé integrant del patrimoni cultural català | Cal Teixidor        | Modifica les dades a Wikidata |
|        | Can Baró (Biblioteca)                      | Corbera de Llobregat | casa edifici públic | Estil: modernisme català 20th century                                 | 41° 24′ 53″ N, 1° 55′ 53″ E / 41.41482°N,1.93129°E 41° 24′ 54″ N, 1° 55′ 52″ E / 41.41486358642578°N,1.931112051010132°E ca:Pl. de Sant Salvador, 2 ca:Plaça de Sant Salvador, 2 |                                            |                     | Modifica les dades a Wikidata |
|        | Can Passasserres                           | Corbera de Llobregat | casa                | Estil: arquitectura popular 1776                                      | 41° 25′ 04″ N, 1° 55′ 15″ E / 41.41779°N,1.920956°E ca:C/ Canigó, 23 | bé integrant del patrimoni cultural català | Cal Passasserres    | Modifica les dades a Wikidata |
|        | Can Rosell ('El Corral del Senyor [Baró]') | Corbera de Llobregat | casa                | 1779                                                                  | 41° 25′ 03″ N, 1° 55′ 33″ E / 41.41751°N,1.92591°E ca:C/ Pau Casals, 5 |                                            |                     | Modifica les dades a Wikidata |
|        | Casa Homs                                  | Corbera de Llobregat | casa                | Estil: noucentisme 1922                                               | 41° 25′ 03″ N, 1° 55′ 26″ E / 41.4176°N,1.92376°E ca:Carreró de Santa Magdalena, 17                                                                                              | bé integrant del patrimoni cultural català | Casa Homs           | Modifica les dades a Wikidata |
|        | cal Cafeter                                | Corbera de Llobregat | casa                | Estil: arquitectura popular 18th century                              | 41° 25′ 04″ N, 1° 55′ 18″ E / 41.417716°N,1.921663°E ca:C. Raval, 2, Corbera de Dalt 325 msnm                                                                                    | bé integrant del patrimoni cultural català | Cal Cafeter         | Modifica les dades a Wikidata |
|        | cal Marxant                                | Corbera de Llobregat | casa                | Estil: arquitectura popular 18th century                              | 41° 25′ 03″ N, 1° 55′ 14″ E / 41.417462°N,1.920602°E ca:C. Raval, 14, Corbera de Dalt                                                                                            | bé integrant del patrimoni cultural català | Cal Marxant         | Modifica les dades a Wikidata |
|        | cal Rei                                    | Corbera de Llobregat | casa                | Estil: arquitectura popular 19th century                              | 41° 25′ 01″ N, 1° 55′ 11″ E / 41.416932°N,1.919714°E ca:C. Canigó, 2, Corbera de Dalt 342 msnm                                                                                   | bé integrant del patrimoni cultural català | Cal Rei             | Modifica les dades a Wikidata |

## conjunt d'edificis
| imatge | Nom                                                         | Ubicat a             | instància de       | Detalls                                  | coordenades                                                                                               | Protecció | Commons (més fotos) | Dades a WD                    |
| ------ | ----------------------------------------------------------- | -------------------- | ------------------ | ---------------------------------------- | --- | --------- | ------------------- | ----------------------------- |
|        | Edificacions de l'avinguda de Catalunya                     | Corbera de Llobregat | conjunt d'edificis |                                          | 41° 24′ 50″ N, 1° 55′ 48″ E / 41.4139°N,1.92988°E ca:Av. Catalunya (diversos números, veure observacions) |           |                     | Modifica les dades a Wikidata |
|        | Edificacions de la plaça del Pedró                          | Corbera de Llobregat | conjunt d'edificis | Estil: arquitectura popular 20th century | 41° 25′ 01″ N, 1° 55′ 12″ E / 41.417°N,1.91996°E ca:Pl. Del Pedró, 1-5                                    |           |                     | Modifica les dades a Wikidata |
|        | Edificacions del carrer Canigó                              | Corbera de Llobregat | conjunt d'edificis |                                          | 41° 25′ 04″ N, 1° 55′ 16″ E / 41.41782°N,1.92121°E ca:C/ Canigó, 1-39                                     |           |                     | Modifica les dades a Wikidata |
|        | Edificacions del carrer Raval                               | Corbera de Llobregat | conjunt d'edificis |                                          | 41° 25′ 02″ N, 1° 55′ 14″ E / 41.41716°N,1.9206°E ca:C/ Raval, 1-24                                       |           |                     | Modifica les dades a Wikidata |
|        | Edificacions del carrer Sant Antoni                         | Corbera de Llobregat | conjunt d'edificis |                                          | 41° 24′ 51″ N, 1° 55′ 47″ E / 41.41425°N,1.92981°E ca:C/ Sant Antoni, 2-12                                |           |                     | Modifica les dades a Wikidata |
|        | Edificacions del carrer Sant Salvador (plaça de la Pubilla) | Corbera de Llobregat | conjunt d'edificis |                                          | 41° 24′ 54″ N, 1° 55′ 54″ E / 41.41498°N,1.93155°E ca:C/ Sant Salvador, 2-12                              |           |                     | Modifica les dades a Wikidata |

## creu de terme
| imatge | Nom               | Ubicat a             | instància de  | Detalls                                  | coordenades                                                                                                | Protecció                                  | Commons (més fotos) | Dades a WD                    |
| ------ | ----------------- | -------------------- | ------------- | ---------------------------------------- | --- | ------------------------------------------ | ------------------- | ----------------------------- |
|        | creu de Coll Roig | Corbera de Llobregat | creu de terme | Estil: arquitectura popular 18th century | 41° 25′ 06″ N, 1° 55′ 11″ E / 41.418246°N,1.919644°E ca:Carena del coll d'en Roig 384 msnm                 | bé integrant del patrimoni cultural català | Creu de Coll Roig   | Modifica les dades a Wikidata |
|        | creu del Pontarró | Corbera de Llobregat | creu de terme | Estil: arquitectura gòtica 15th century  | 41° 25′ 07″ N, 1° 55′ 42″ E / 41.418517°N,1.928339°E ca:C. Camí de la Creu - C. Font del Pontarró 275 msnm | bé cultural d'interès nacional             | Creu del Pontarró   | Modifica les dades a Wikidata |

## edifici
| imatge | Nom                                          | Ubicat a             | instància de | Detalls                                | coordenades                                                                | Protecció                                  | Commons (més fotos)                   | Dades a WD                    |
| ------ | -------------------------------------------- | -------------------- | ------------ | -------------------------------------- | -------------------------------------------------------------------------- | ------------------------------------------ | ------------------------------------- | ----------------------------- |
|        | Edificació del carrer Reforma, 6             | Corbera de Llobregat | edifici      | 18th century                           | 41° 24′ 57″ N, 1° 55′ 47″ E / 41.41587°N,1.92979°E ca:C/ Reforma, 6        |                                            |                                       | Modifica les dades a Wikidata |
|        | Rectoria de la parròquia de Sant Antoni Abat | Corbera de Llobregat | edifici      | 1930                                   | 41° 24′ 52″ N, 1° 55′ 47″ E / 41.41452°N,1.92976°E ca:C/ Sant Antoni, 30   |                                            |                                       | Modifica les dades a Wikidata |
|        | Societat de Sant Telm                        | Corbera de Llobregat | edifici      | Estil: noucentisme 1910s               | 41° 25′ 02″ N, 1° 55′ 21″ E / 41.4173°N,1.9224°E ca:C/ Andreu Cerdà, 12-14 | bé integrant del patrimoni cultural català | Edifici de la Societat Sant Telm      | Modifica les dades a Wikidata |
|        | edifici de la Societat Diadema               | Corbera de Llobregat | edifici      | Estil: racionalisme arquitectònic 1920 | 41° 24′ 54″ N, 1° 55′ 49″ E / 41.41507°N,1.93032°E ca:C/ Sant Antoni, 30   |                                            |                                       | Modifica les dades a Wikidata |
|        | l'Escola Vella                               | Corbera de Llobregat | edifici      | Estil: gòtic flamíger                  | 41° 25′ 04″ N, 1° 55′ 22″ E / 41.4177°N,1.92281°E ca:C/ Major, 14-16       | bé integrant del patrimoni cultural català | L'Escola Vella (Corbera de Llobregat) | Modifica les dades a Wikidata |

## edifici residencial
| imatge | Nom                 | Ubicat a             | instància de             | Detalls                                    | coordenades | Protecció | Commons (més fotos) | Dades a WD                    |
| ------ | ------------------- | -------------------- | ------------------------ | ------------------------------------------ | --- | --------- | ------------------- | ----------------------------- |
|        | Cam Pere Pau Vella  | Corbera de Llobregat | edifici residencial casa | Estil: arquitectura popular 1828           | 41° 25′ 05″ N, 1° 55′ 18″ E / 41.41805267333984°N,1.921758055686951°E 41° 25′ 05″ N, 1° 55′ 18″ E / 41.41805°N,1.92172°E ca:Passatge Canigó, 6 ca:Ptge. Canigó, 6            |           |                     | Modifica les dades a Wikidata |
|        | Casa Leandre Escala | Corbera de Llobregat | edifici residencial casa | Estil: arquitectura eclèctica 20th century | 41° 24′ 51″ N, 1° 55′ 47″ E / 41.41408157348633°N,1.9297419786453247°E 41° 24′ 50″ N, 1° 55′ 45″ E / 41.41392°N,1.92929°E ca:Carrer de Sant Antoni, 27 ca:C/ Sant Antoni, 27 |           |                     | Modifica les dades a Wikidata |

## element arquitectònic
| imatge | Nom                                                     | Ubicat a             | instància de          | Detalls      | coordenades                                                                                   | Protecció                                            | Commons (més fotos) | Dades a WD                    |
| ------ | ------------------------------------------------------- | -------------------- | --------------------- | ------------ | --------------------------------------------------------------------------------------------- | ---------------------------------------------------- | ------------------- | ----------------------------- |
|        | Banc de pedra molera del carrer Canigó                  | Corbera de Llobregat | element arquitectònic |              | 41° 25′ 05″ N, 1° 55′ 17″ E / 41.41792°N,1.92149°E ca:C/ Canigó, 31                           |                                                      |                     | Modifica les dades a Wikidata |
|        | era i porxo de can Canals                               | Corbera de Llobregat | element arquitectònic | 18th century | 41° 25′ 30″ N, 1° 53′ 45″ E / 41.42504°N,1.8959°E ca:Part posterior de la masia de can Canals |                                                      |                     | Modifica les dades a Wikidata |
|        | portal d'entrada i arc de la capella de Santa Magdalena | Corbera de Llobregat | element arquitectònic |              | 41° 25′ 05″ N, 1° 55′ 23″ E / 41.41807°N,1.92311°E ca:Pl. de l'Església, 1                    | bé cultural d'interès nacional bé d'interès cultural |                     | Modifica les dades a Wikidata |

## església
| imatge | Nom                            | Ubicat a             | instància de | Detalls                  | coordenades                                                                 | Protecció                                  | Commons (més fotos)            | Dades a WD                    |
| ------ | ------------------------------ | -------------------- | ------------ | ------------------------ | --------------------------------------------------------------------------- | ------------------------------------------ | ------------------------------ | ----------------------------- |
|        | Sant Antoni de Corbera de Baix | Corbera de Llobregat | església     | Estil: academicisme 1907 | 41° 24′ 53″ N, 1° 55′ 48″ E / 41.4146°N,1.92989°E ca:C/ Sant Antoni, 32     | bé integrant del patrimoni cultural català | Sant Antoni de Corbera de Baix | Modifica les dades a Wikidata |
|        | Sant Cristòfol de Corbera      | Corbera de Llobregat | església     |                          | 41° 24′ 53″ N, 1° 54′ 10″ E / 41.414681°N,1.902748°E ca:Av. de l'Ermita, 12 | bé cultural d'interès local                | Sant Cristòfor de Corbera      | Modifica les dades a Wikidata |
|        | Santa Maria de Corbera         | Corbera de Llobregat | església     |                          | 41° 25′ 05″ N, 1° 55′ 23″ E / 41.4181°N,1.92303°E ca:Pl. de l'Església, 1   | bé cultural d'interès local                | Santa Maria de Corbera         | Modifica les dades a Wikidata |

## font
| imatge | Nom                                                | Ubicat a             | instància de                   | Detalls                     | coordenades | Protecció | Commons (més fotos) | Dades a WD                    |
| ------ | -------------------------------------------------- | -------------------- | ------------------------------ | --------------------------- | --- | --------- | ------------------- | ----------------------------- |
|        | Font Vella i antics safareigs                      | Corbera de Llobregat | font estructura arquitectònica |                             | 41° 25′ 00″ N, 1° 55′ 19″ E / 41.41663°N,1.922°E 41° 24′ 59″ N, 1° 55′ 20″ E / 41.416473388671875°N,1.9221149682998655°E ca:C/ Font Vella, 21 ca:Carrer de la Font Vella, 21 |           |                     | Modifica les dades a Wikidata |
|        | font de Can Canonge                                | Corbera de Llobregat | font                           | Estil: arquitectura popular | 41° 26′ 05″ N, 1° 57′ 25″ E / 41.4348°N,1.95708°E ca:A la urbanització can Canonge, tocant la riera de Corbera                                                               |           |                     | Modifica les dades a Wikidata |
|        | font de Socies                                     | Corbera de Llobregat | font                           |                             | 41° 25′ 50″ N, 1° 57′ 56″ E / 41.43061°N,1.96559°E ca:Camí forestal entre les urbanitzacions Cases Pairals i Socies.                                                         |           |                     | Modifica les dades a Wikidata |
|        | font de can Canals                                 | Corbera de Llobregat | font                           | 20th century                | 41° 25′ 31″ N, 1° 53′ 50″ E / 41.42527°N,1.89713°E ca:Carretera BV 2425 |           |                     | Modifica les dades a Wikidata |
|        | font de la Fibla, font dels dipòsits de can Canals | Corbera de Llobregat | font                           | 1910                        | 41° 25′ 20″ N, 1° 53′ 48″ E / 41.42225°N,1.89655°E ca:Al camí del Calaix |           |                     | Modifica les dades a Wikidata |
|        | font de la Pubilla                                 | Corbera de Llobregat | font                           | 1979                        | 41° 24′ 54″ N, 1° 55′ 55″ E / 41.41512°N,1.93189°E ca:Pl. de la Pubilla |           |                     | Modifica les dades a Wikidata |
|        | font de la Taula                                   | Corbera de Llobregat | font                           |                             | 41° 26′ 27″ N, 1° 59′ 09″ E / 41.440900698697575°N,1.9859719276428225°E |           |                     | Modifica les dades a Wikidata |
|        | font de la Vila                                    | Corbera de Llobregat | font                           | 1957                        | 41° 25′ 04″ N, 1° 55′ 15″ E / 41.41771°N,1.92086°E ca:C/ Canigó, 21-23 |           |                     | Modifica les dades a Wikidata |
|        | font de les Febres                                 | Corbera de Llobregat | font                           | 19th century                | 41° 25′ 15″ N, 1° 54′ 09″ E / 41.42096°N,1.9026°E ca:Camí dels Fitons |           |                     | Modifica les dades a Wikidata |
|        | font del Llac o les Nogueres                       | Corbera de Llobregat | font                           | 1928                        | 41° 25′ 33″ N, 1° 53′ 35″ E / 41.42575°N,1.89309°E ca:Sota la masia de Can Canals                                                                                            |           |                     | Modifica les dades a Wikidata |
|        | font del Maset d'Abaix, deu dels Masets            | Corbera de Llobregat | font                           | 19th century                | 41° 24′ 56″ N, 1° 53′ 25″ E / 41.41546°N,1.89028°E ca:Banda dreta del camí dels Masets a la Font de Flandes                                                                  |           |                     | Modifica les dades a Wikidata |
|        | font dels Plataners                                | Corbera de Llobregat | font                           | 19th century                | 41° 26′ 02″ N, 1° 58′ 10″ E / 41.43396°N,1.96932°E ca:Urbanització can Palet                                                                                                 |           |                     | Modifica les dades a Wikidata |

## forn de guix
| imatge | Nom                         | Ubicat a             | instància de | Detalls                                  | coordenades                                                                          | Protecció                                  | Commons (més fotos)                       | Dades a WD                    |
| ------ | --------------------------- | -------------------- | ------------ | ---------------------------------------- | ------------------------------------------------------------------------------------ | ------------------------------------------ | ----------------------------------------- | ----------------------------- |
|        | forn de coure guix          | Corbera de Llobregat | forn de guix | Estil: arquitectura popular 19th century | 41° 24′ 58″ N, 1° 54′ 33″ E / 41.416164°N,1.909029°E ca:Carretera de Gelida 320 msnm | bé integrant del patrimoni cultural català | Forn de coure guix (Corbera de Llobregat) | Modifica les dades a Wikidata |
|        | forn de guix dels Guixots 2 | Corbera de Llobregat | forn de guix | Estil: arquitectura popular              |                                                                                      | bé integrant del patrimoni cultural català |                                           | Modifica les dades a Wikidata |

## masia
| imatge | Nom                            | Ubicat a             | instància de | Detalls                                              | coordenades | Protecció                                  | Commons (més fotos)                   | Dades a WD                    |
| ------ | ------------------------------ | -------------------- | ------------ | ---------------------------------------------------- | --- | ------------------------------------------ | ------------------------------------- | ----------------------------- |
|        | Ca n'Aragall                   | Corbera de Llobregat | masia        | Estil: arquitectura eclèctica                        | 41° 25′ 37″ N, 1° 54′ 49″ E / 41.42708°N,1.913693°E ca:C/ Llorer, 14                                                                                             | bé integrant del patrimoni cultural català | Ca n'Aragall                          | Modifica les dades a Wikidata |
|        | Ca n'Ermengol                  | Corbera de Llobregat | masia        |                                                      | 41° 24′ 48″ N, 1° 53′ 45″ E / 41.4133153911259°N,1.89570551953781°E                                                                                              |                                            |                                       | Modifica les dades a Wikidata |
|        | Cal Fals                       | Corbera de Llobregat | masia        |                                                      | 41° 26′ 04″ N, 1° 57′ 14″ E / 41.4344149917151°N,1.95399632102167°E                                                                                              |                                            |                                       | Modifica les dades a Wikidata |
|        | Can Baiona                     | Corbera de Llobregat | masia        | Estil: arquitectura popular 16th century             | 41° 25′ 28″ N, 1° 56′ 00″ E / 41.4244°N,1.93332°E ca:Carretera de Sant Andreu                                                                                    | bé integrant del patrimoni cultural català | Can Baiona                            | Modifica les dades a Wikidata |
|        | Can Bonavia                    | Corbera de Llobregat | masia        | 19th century                                         | 41° 24′ 57″ N, 1° 55′ 46″ E / 41.41583°N,1.92935°E ca:C/ Pau, 18                                                                                                 |                                            |                                       | Modifica les dades a Wikidata |
|        | Can Canals                     | Corbera de Llobregat | masia        | 16th century                                         | 41° 25′ 30″ N, 1° 53′ 46″ E / 41.425112°N,1.896134°E ca:Carretera de Gelida                                                                                      | bé integrant del patrimoni cultural català | Can Canals (Corbera de Llobregat)     | Modifica les dades a Wikidata |
|        | Can Coll                       | Corbera de Llobregat | masia        | Estil: arquitectura popular                          | 41° 25′ 47″ N, 1° 56′ 31″ E / 41.4297°N,1.94182°E ca:Carretera de Sant Andreu / Carrer de can Moriscot                                                           | bé integrant del patrimoni cultural català | Can Coll (Corbera de Llobregat)       | Modifica les dades a Wikidata |
|        | Can Deu                        | Corbera de Llobregat | masia        | Estil: gòtic tardà                                   | 41° 25′ 47″ N, 1° 57′ 00″ E / 41.429652°N,1.950105°E ca:Camí de Can Deu, Carretera de Sant Andreu                                                                | bé integrant del patrimoni cultural català |                                       | Modifica les dades a Wikidata |
|        | Can Llopart                    | Corbera de Llobregat | masia        |                                                      | 41° 26′ 00″ N, 1° 56′ 44″ E / 41.4334°N,1.94558°E ca:Carretera de Sant Andreu                                                                                    | bé integrant del patrimoni cultural català | Can Llopart                           | Modifica les dades a Wikidata |
|        | Can Montmany de Maspassoles    | Corbera de Llobregat | masia        | Estil: arquitectura popular                          | 41° 25′ 32″ N, 1° 57′ 40″ E / 41.425535°N,1.960978°E ca:Carrer Mare de Déu de Lourdes, 15-19                                                                     | bé integrant del patrimoni cultural català | Can Montmany de Maspassoles           | Modifica les dades a Wikidata |
|        | Can Moriscot                   | Corbera de Llobregat | masia        | Estil: arquitectura popular                          | 41° 25′ 52″ N, 1° 56′ 07″ E / 41.4311°N,1.93516°E ca:Camí de Can Moriscot, des de Can Coll                                                                       | bé integrant del patrimoni cultural català | Can Moriscot                          | Modifica les dades a Wikidata |
|        | Can Mossega                    | Corbera de Llobregat | masia        |                                                      | 41° 25′ 18″ N, 1° 55′ 53″ E / 41.4217041130019°N,1.9312960141834°E                                                                                               |                                            |                                       | Modifica les dades a Wikidata |
|        | Can Planas                     | Corbera de Llobregat | masia        |                                                      | 41° 24′ 37″ N, 1° 54′ 48″ E / 41.4104°N,1.91336°E ca:Prop de la Urbanització La Servera                                                                          | bé integrant del patrimoni cultural català | Can Planes                            | Modifica les dades a Wikidata |
|        | Can Rigol                      | Corbera de Llobregat | masia        |                                                      | 41° 24′ 28″ N, 1° 54′ 32″ E / 41.407677°N,1.908849°E | bé integrant del patrimoni cultural català |                                       | Modifica les dades a Wikidata |
|        | Can Roca                       | Corbera de Llobregat | masia        | Estil: arquitectura popular 3833 hab                 | 41° 24′ 34″ N, 1° 54′ 28″ E / 41.409391°N,1.907744°E | bé integrant del patrimoni cultural català |                                       | Modifica les dades a Wikidata |
|        | Can Rossell                    | Corbera de Llobregat | masia        |                                                      | 41° 25′ 12″ N, 1° 55′ 35″ E / 41.4201190817596°N,1.92648756389513°E                                                                                              |                                            |                                       | Modifica les dades a Wikidata |
|        | Can Torrents, masia de la Font | Corbera de Llobregat | masia casa   |                                                      | 41° 24′ 58″ N, 1° 55′ 18″ E / 41.41599655151367°N,1.9217743873596191°E 41° 24′ 57″ N, 1° 55′ 19″ E / 41.41594°N,1.92184°E ca:Font Vella, 31 ca:C/ Font Vella, 31 |                                            |                                       | Modifica les dades a Wikidata |
|        | Can Trilla                     | Corbera de Llobregat | masia        |                                                      | 41° 25′ 29″ N, 1° 55′ 59″ E / 41.4247390055144°N,1.93317298067221°E                                                                                              |                                            |                                       | Modifica les dades a Wikidata |
|        | Casa Cremada                   | Corbera de Llobregat | masia        | Estil: arquitectura popular                          | 41° 25′ 27″ N, 1° 54′ 26″ E / 41.424281°N,1.907206°E ca:Entre la riera de Corbera i la urbanització Creu de l'Aragall                                            | bé integrant del patrimoni cultural català | Casa Cremada                          | Modifica les dades a Wikidata |
|        | Casa vella de Can Canonge      | Corbera de Llobregat | masia        |                                                      | 41° 26′ 05″ N, 1° 57′ 19″ E / 41.4346968096771°N,1.95527249235112°E                                                                                              |                                            |                                       | Modifica les dades a Wikidata |
|        | Fontsocies                     | Corbera de Llobregat | masia        |                                                      | 41° 25′ 47″ N, 1° 57′ 53″ E / 41.4297198918463°N,1.96469946478978°E                                                                                              |                                            |                                       | Modifica les dades a Wikidata |
|        | Malhivern                      | Corbera de Llobregat | masia        |                                                      | 41° 26′ 06″ N, 1° 57′ 44″ E / 41.4351371367946°N,1.962123785733°E                                                                                                |                                            |                                       | Modifica les dades a Wikidata |
|        | Mas Panyella                   | Corbera de Llobregat | masia        | 1713                                                 | 41° 25′ 04″ N, 1° 54′ 03″ E / 41.417725°N,1.900735°E ca:Carretera BV 2425 355 msnm                                                                               | bé integrant del patrimoni cultural català | Can Panyella                          | Modifica les dades a Wikidata |
|        | Maset de Baix                  | Corbera de Llobregat | masia        |                                                      | 41° 24′ 56″ N, 1° 53′ 29″ E / 41.4155985303269°N,1.89146692592266°E ca:Camí de la Fundació, 6                                                                    |                                            |                                       | Modifica les dades a Wikidata |
|        | Maset de Dalt                  | Corbera de Llobregat | masia        |                                                      | 41° 24′ 45″ N, 1° 53′ 12″ E / 41.4126167481528°N,1.88676750634788°E                                                                                              |                                            |                                       | Modifica les dades a Wikidata |
|        | Torre de la Creu               | Corbera de Llobregat | masia        |                                                      | 41° 24′ 59″ N, 1° 56′ 05″ E / 41.4163315735811°N,1.9347345006137°E                                                                                               |                                            |                                       | Modifica les dades a Wikidata |
|        | Torres d'en Guillem            | Corbera de Llobregat | masia        |                                                      | 41° 25′ 01″ N, 1° 54′ 16″ E / 41.4169915728408°N,1.90430651758952°E                                                                                              |                                            | Torres d'en Guillem                   | Modifica les dades a Wikidata |
|        | Vallcodina                     | Corbera de Llobregat | masia        |                                                      | 41° 26′ 18″ N, 1° 58′ 45″ E / 41.4383603967261°N,1.97908152178705°E                                                                                              |                                            |                                       | Modifica les dades a Wikidata |
|        | cal Coix                       | Corbera de Llobregat | masia        | Estil: arquitectura popular gòtic tardà 16th century | 41° 26′ 05″ N, 1° 57′ 15″ E / 41.43485°N,1.954175°E ca:La Vall 115 msnm                                                                                          | bé integrant del patrimoni cultural català | Cal Coix (Corbera de Llobregat)       | Modifica les dades a Wikidata |
|        | can Canonge                    | Corbera de Llobregat | masia        | Estil: arquitectura popular 18th century             | 41° 26′ 08″ N, 1° 57′ 22″ E / 41.435545°N,1.956234°E ca:Av. Can Canonge, 116 bis 117 msnm                                                                        | bé integrant del patrimoni cultural català | Can Canonge                           | Modifica les dades a Wikidata |
|        | can Tonijoan                   | Corbera de Llobregat | masia        | Estil: arquitectura popular 18th century             | 41° 24′ 47″ N, 1° 54′ 17″ E / 41.412944°N,1.904716°E ca:Ctra. a l'Amunt, Corbera de Dalt 319 msnm                                                                | bé integrant del patrimoni cultural català | Can Tonijoan                          | Modifica les dades a Wikidata |
|        | el Fermí                       | Corbera de Llobregat | masia        |                                                      | 41° 25′ 36″ N, 1° 55′ 39″ E / 41.4267928904988°N,1.92738291403066°E                                                                                              |                                            |                                       | Modifica les dades a Wikidata |
|        | el Soldons                     | Corbera de Llobregat | masia        |                                                      | 41° 25′ 52″ N, 1° 56′ 17″ E / 41.4310796011356°N,1.93797623481536°E                                                                                              |                                            |                                       | Modifica les dades a Wikidata |
|        | els Fitons                     | Corbera de Llobregat | masia        | Estil: arquitectura popular 18th century             | 41° 25′ 18″ N, 1° 54′ 13″ E / 41.421641666667°N,1.9035055555556°E ca:Prop de la riera de Corbera; camí de la font de les Febres i els Herbatges 325 msnm         | bé integrant del patrimoni cultural català | Els Fitons                            | Modifica les dades a Wikidata |
|        | masia Can Roig                 | Corbera de Llobregat | masia        | Estil: arquitectura popular 19th century             | 41° 24′ 45″ N, 1° 55′ 39″ E / 41.412574°N,1.927563°E ca:C. Casanova, 4 212 msnm                                                                                  | bé cultural d'interès local                | Masia Can Roig (Corbera de Llobregat) | Modifica les dades a Wikidata |

## monument
| imatge | Nom                                                 | Ubicat a             | instància de | Detalls                                                         | coordenades                                                                                | Protecció | Commons (més fotos) | Dades a WD                    |
| ------ | --------------------------------------------------- | -------------------- | ------------ | --------------------------------------------------------------- | ------------------------------------------------------------------------------------------ | --------- | ------------------- | ----------------------------- |
|        | Escultura L'orant de Corbera per la pau             | Corbera de Llobregat | monument     |                                                                 | 41° 24′ 37″ N, 1° 55′ 31″ E / 41.41033935546875°N,1.9252400398254397°E ca:Rotonda Casanova |           |                     | Modifica les dades a Wikidata |
|        | Monument als donants de sang a Corbera de Llobregat | Corbera de Llobregat | monument     | Creador: Meri Martorell 2007-09-02 Anomenat per: donant de sang | 41° 24′ 57″ N, 1° 55′ 18″ E / 41.41571666666667°N,1.9216°E                                 |           |                     | Modifica les dades a Wikidata |

## muntanya
| imatge | Nom                  | Ubicat a                                  | instància de | Detalls | coordenades                                                                                              | Protecció | Commons (més fotos)  | Dades a WD                    |
| ------ | -------------------- | ----------------------------------------- | ------------ | ------- | --- | --------- | -------------------- | ----------------------------- |
|        | Coll de Guixar       | Corbera de Llobregat                      | muntanya     |         | 41° 25′ 11″ N, 1° 57′ 21″ E / 41.4197°N,1.95594°E 320.8 msnm                                             |           |                      | Modifica les dades a Wikidata |
|        | Penya de l'Àliga     | Corbera de Llobregat Pallejà              | muntanya     |         | 41° 25′ 56″ N, 1° 58′ 27″ E / 41.43222222°N,1.97416667°E 285.6 msnm                                      |           |                      | Modifica les dades a Wikidata |
|        | Puig Corbera         | Corbera de Llobregat Gelida               | muntanya     |         | 41° 25′ 33″ N, 1° 53′ 20″ E / 41.42580556°N,1.889°E 585.6 msnm                                           |           |                      | Modifica les dades a Wikidata |
|        | Puig d'Agulles       | Cervelló Gelida Corbera de Llobregat      | muntanya     |         | 41° 24′ 29″ N, 1° 53′ 06″ E / 41.4080777208°N,1.88497858406°E ca:Límit oest del terme municipal 653 msnm |           | Puig d'Agulles       | Modifica les dades a Wikidata |
|        | Pujol de Migjorn     | Corbera de Llobregat Gelida               | muntanya     |         | 41° 25′ 23″ N, 1° 53′ 15″ E / 41.42302778°N,1.88744444°E 600 msnm                                        |           | Pujol de Migjorn     | Modifica les dades a Wikidata |
|        | Roc de Forellac      | Corbera de Llobregat Gelida               | muntanya     |         | 41° 24′ 42″ N, 1° 52′ 50″ E / 41.4118°N,1.88061°E 629 msnm                                               |           | Roc de Forellac      | Modifica les dades a Wikidata |
|        | Turó de Can Planes   | Corbera de Llobregat                      | muntanya     |         | 41° 24′ 34″ N, 1° 55′ 02″ E / 41.40958333°N,1.91722222°E 328.8 msnm                                      |           |                      | Modifica les dades a Wikidata |
|        | Turó de Vallcodina   | Corbera de Llobregat                      | muntanya     |         | 41° 25′ 47″ N, 1° 57′ 54″ E / 41.4298°N,1.965°E 337 msnm                                                 |           |                      | Modifica les dades a Wikidata |
|        | Turó del Beco        | Corbera de Llobregat                      | muntanya     |         | 41° 25′ 29″ N, 1° 55′ 33″ E / 41.4246°N,1.92572°E 339.9 msnm                                             |           |                      | Modifica les dades a Wikidata |
|        | la Creu de l'Aragall | Corbera de Llobregat Castellví de Rosanes | muntanya     |         | 41° 25′ 57″ N, 1° 54′ 56″ E / 41.43255556°N,1.91547222°E 548 msnm                                        |           | La Creu de l'Aragall | Modifica les dades a Wikidata |

## nucli de població
| imatge | Nom                     | Ubicat a             | instància de                                                        | Detalls  | coordenades                                                                  | Protecció | Commons (més fotos)          | Dades a WD                    |
| ------ | ----------------------- | -------------------- | ------------------------------------------------------------------- | -------- | ---------------------------------------------------------------------------- | --------- | ---------------------------- | ----------------------------- |
|        | Ca n'Armengol           | Corbera de Llobregat | nucli de població nucli d'entitat singular de població              | 471 hab  | 41° 25′ 10″ N, 1° 53′ 48″ E / 41.419361421075°N,1.8967832118261°E 361 msnm   |           |                              | Modifica les dades a Wikidata |
|        | Can Canonge             | Corbera de Llobregat | nucli de població nucli d'entitat singular de població              | 255 hab  | 41° 26′ 03″ N, 1° 57′ 16″ E / 41.4340312128689°N,1.95438549071434°E 133 msnm |           |                              | Modifica les dades a Wikidata |
|        | Can Coll                | Corbera de Llobregat | nucli de població nucli d'entitat singular de població              | 218 hab  | 41° 26′ 00″ N, 1° 56′ 18″ E / 41.43326427566°N,1.938438356218°E 198 msnm     |           |                              | Modifica les dades a Wikidata |
|        | Can Llopard             | Corbera de Llobregat | nucli de població nucli d'entitat singular de població              | 379 hab  | 41° 26′ 10″ N, 1° 56′ 48″ E / 41.436043057686°N,1.9467715489053°E 173 msnm   |           |                              | Modifica les dades a Wikidata |
|        | Can Lluís               | Corbera de Llobregat | nucli de població nucli d'entitat singular de població              | 58 hab   | 41° 24′ 54″ N, 1° 54′ 40″ E / 41.414995274691°N,1.9112155367283°E 345 msnm   |           |                              | Modifica les dades a Wikidata |
|        | Can Margarit            | Corbera de Llobregat | nucli de població nucli d'entitat singular de població              | 767 hab  | 41° 25′ 43″ N, 1° 56′ 10″ E / 41.4284961925952°N,1.93621117625327°E 161 msnm |           |                              | Modifica les dades a Wikidata |
|        | Can Moriscot            | Corbera de Llobregat | nucli de població                                                   |          | 41° 25′ 43″ N, 1° 55′ 31″ E / 41.428639101855°N,1.9253490398458°E            |           |                              | Modifica les dades a Wikidata |
|        | Can Palet               | Corbera de Llobregat | nucli de població nucli d'entitat singular de població              | 182 hab  | 41° 26′ 17″ N, 1° 57′ 57″ E / 41.438017980367°N,1.9658910052179°E 125 msnm   |           |                              | Modifica les dades a Wikidata |
|        | Can Planes Sud          | Corbera de Llobregat | nucli de població                                                   |          | 41° 24′ 25″ N, 1° 55′ 02″ E / 41.406946426592°N,1.917331879989°E             |           |                              | Modifica les dades a Wikidata |
|        | Can Rigol               | Corbera de Llobregat | nucli de població nucli d'entitat singular de població              | 438 hab  | 41° 24′ 15″ N, 1° 54′ 37″ E / 41.404176895481°N,1.9101998293133°E 343 msnm   |           |                              | Modifica les dades a Wikidata |
|        | Corbera de Baix         | Corbera de Llobregat | nucli de població                                                   |          | 41° 24′ 53″ N, 1° 55′ 47″ E / 41.414722222222224°N,1.9297222222222223°E      |           |                              | Modifica les dades a Wikidata |
|        | Mas d'en Puig           | Corbera de Llobregat | nucli de població nucli d'entitat singular de població              | 40 hab   | 41° 26′ 18″ N, 1° 58′ 34″ E / 41.4383621004927°N,1.97623268104588°E 89 msnm  |           |                              | Modifica les dades a Wikidata |
|        | Sant Cristòfol          | Corbera de Llobregat | nucli de població nucli d'entitat singular de població              | 124 hab  | 41° 24′ 56″ N, 1° 54′ 10″ E / 41.41555°N,1.90276°E 308 msnm                  |           |                              | Modifica les dades a Wikidata |
|        | Santa Maria de l'Avall  | Corbera de Llobregat | nucli de població nucli d'entitat singular de població urbanització | 862 hab  | 41° 25′ 23″ N, 1° 57′ 12″ E / 41.4231315668676°N,1.95331580643355°E 225 msnm |           | Santa Maria de l'Avall       | Modifica les dades a Wikidata |
|        | Socies                  | Corbera de Llobregat | nucli de població                                                   |          | 41° 25′ 44″ N, 1° 58′ 02″ E / 41.429022728608°N,1.9672305713922°E            |           |                              | Modifica les dades a Wikidata |
|        | el Bonrepòs             | Corbera de Llobregat | nucli de població nucli d'entitat singular de població              | 951 hab  | 41° 25′ 32″ N, 1° 55′ 10″ E / 41.4254492556594°N,1.91951850713655°E 245 msnm |           |                              | Modifica les dades a Wikidata |
|        | el Solei dels Herbatges | Corbera de Llobregat | nucli de població nucli d'entitat singular de població              | 78 hab   | 41° 25′ 10″ N, 1° 54′ 27″ E / 41.419464179187°N,1.9075510364452°E 304 msnm   |           |                              | Modifica les dades a Wikidata |
|        | els Carsos              | Corbera de Llobregat | nucli de població urbanització                                      |          | 41° 25′ 12″ N, 1° 56′ 09″ E / 41.4200442328609°N,1.9358824356825°E 300 msnm  |           | Els Carsos                   | Modifica les dades a Wikidata |
|        | els Guixots             | Corbera de Llobregat | nucli de població nucli d'entitat singular de població              | 22 hab   | 41° 24′ 54″ N, 1° 54′ 19″ E / 41.414938506758°N,1.9052338077611°E 311 msnm   |           |                              | Modifica les dades a Wikidata |
|        | l'Amunt                 | Corbera de Llobregat | nucli de població nucli d'entitat singular de població              | 125 hab  | 41° 24′ 37″ N, 1° 54′ 19″ E / 41.41039°N,1.90534°E 347 msnm                  |           |                              | Modifica les dades a Wikidata |
|        | la Creu Nova            | Corbera de Llobregat | nucli de població                                                   |          | 41° 25′ 15″ N, 1° 55′ 48″ E / 41.4207743793116°N,1.93011460304028°E          |           |                              | Modifica les dades a Wikidata |
|        | la Creu de Sussalba     | Corbera de Llobregat | nucli de població nucli d'entitat singular de població              | 526 hab  | 41° 26′ 34″ N, 1° 57′ 51″ E / 41.4428202905985°N,1.96410818969037°E 152 msnm |           |                              | Modifica les dades a Wikidata |
|        | la Creu de l'Aragall    | Corbera de Llobregat | nucli de població nucli d'entitat singular de població              | 1478 hab | 41° 25′ 43″ N, 1° 54′ 40″ E / 41.428504063664°N,1.9109898463386°E 461 msnm   |           | La Creu de l'Aragall (nucli) | Modifica les dades a Wikidata |
|        | la Servera              | Corbera de Llobregat | nucli de població                                                   |          | 41° 24′ 47″ N, 1° 54′ 53″ E / 41.4131639718715°N,1.91481641757591°E          |           |                              | Modifica les dades a Wikidata |
|        | la Soleia               | Corbera de Llobregat | nucli de població nucli d'entitat singular de població              | 85 hab   | 41° 26′ 27″ N, 1° 58′ 23″ E / 41.440784112824°N,1.9730291683993°E 105 msnm   |           |                              | Modifica les dades a Wikidata |
|        | les Cases Pairals       | Corbera de Llobregat | nucli de població nucli d'entitat singular de població              | 921 hab  | 41° 25′ 52″ N, 1° 57′ 27″ E / 41.4309882753983°N,1.95753415032784°E 260 msnm |           |                              | Modifica les dades a Wikidata |
|        | les Parretes            | Corbera de Llobregat | nucli de població nucli d'entitat singular de població              | 169 hab  | 41° 25′ 08″ N, 1° 54′ 46″ E / 41.4189276148283°N,1.91279391134393°E 303 msnm |           |                              | Modifica les dades a Wikidata |

## serra
| imatge | Nom                      | Ubicat a                                         | instància de | Detalls | coordenades                                                     | Protecció | Commons (més fotos) | Dades a WD                    |
| ------ | ------------------------ | ------------------------------------------------ | ------------ | ------- | --------------------------------------------------------------- | --------- | ------------------- | ----------------------------- |
|        | El Serralet              | Corbera de Llobregat                             | serra        |         | 41° 25′ 53″ N, 1° 56′ 08″ E / 41.4314°N,1.93569°E 340.8 msnm    |           |                     | Modifica les dades a Wikidata |
|        | Serrat del Vent          | Castellví de Rosanes Corbera de Llobregat        | serra        |         | 41° 26′ 23″ N, 1° 56′ 50″ E / 41.4398°N,1.94731667°E 216.5 msnm |           |                     | Modifica les dades a Wikidata |
|        | serra de Sant Miquel     | Castellví de Rosanes Corbera de Llobregat Gelida | serra        |         | 41° 25′ 58″ N, 1° 53′ 19″ E / 41.4327°N,1.88853°E 544.1 msnm    |           |                     | Modifica les dades a Wikidata |
|        | serra de l'Aragall       | Castellví de Rosanes Corbera de Llobregat        | serra        |         | 41° 26′ 00″ N, 1° 54′ 51″ E / 41.4333°N,1.91428°E 562 msnm      |           | Serra de l'Aragall  | Modifica les dades a Wikidata |
|        | serrat del Cap del Sàbat | Corbera de Llobregat Sant Andreu de la Barca     | serra        |         | 41° 26′ 34″ N, 1° 58′ 00″ E / 41.4427°N,1.96653°E 151.3 msnm    |           |                     | Modifica les dades a Wikidata |

## vèrtex geodèsic
| imatge | Nom               | Ubicat a             | instància de    | Detalls   | coordenades                                                                                        | Protecció | Commons (més fotos) | Dades a WD                    |
| ------ | ----------------- | -------------------- | --------------- | --------- | -------------------------------------------------------------------------------------------------- | --------- | ------------------- | ----------------------------- |
|        | Creu de l'Aragall | Corbera de Llobregat | vèrtex geodèsic | Alt: 1.2m | 41° 25′ 57″ N, 1° 54′ 56″ E / 41.432563°N,1.915473°E ca:Urbanització Creu de l'Aragall 549.13 msnm |           |                     | Modifica les dades a Wikidata |
|        | Puig d'Agulles    | Corbera de Llobregat | vèrtex geodèsic | Alt: 1.2m | 41° 24′ 29″ N, 1° 53′ 06″ E / 41.408081°N,1.88499°E Puig d'Agulles 652.798 msnm                    |           |                     | Modifica les dades a Wikidata |

## Misc
| imatge | Nom                                         | Ubicat a                                                                          | instància de                                                                   | Detalls                                                                       | coordenades                                                                                               | Protecció                                            | Commons (més fotos)                     | Dades a WD                    |
| ------ | ------------------------------------------- | --------------------------------------------------------------------------------- | ------------------------------------------------------------------------------ | ----------------------------------------------------------------------------- | --- | ---------------------------------------------------- | --------------------------------------- | ----------------------------- |
|        | Aqüeducte del Mas d'en Puig                 | Corbera de Llobregat                                                              | aqüeducte pont                                                                 | Estil: arquitectura popular                                                   | 41° 26′ 24″ N, 1° 58′ 36″ E / 41.439992°N,1.976588°E ca:Mas d'en Puig                                     | bé integrant del patrimoni cultural català           |                                         | Modifica les dades a Wikidata |
|        | Can Montmany de Mas Peçoles                 | Corbera de Llobregat                                                              | nucli d'entitat singular de població nucli de població                         | 60 hab                                                                        | 41° 25′ 27″ N, 1° 57′ 44″ E / 41.42425375°N,1.962336748°E 298 msnm                                        |                                                      |                                         | Modifica les dades a Wikidata |
|        | Casa Rectoral (Corbera de Llobregat)        | Corbera de Llobregat                                                              | rectoria                                                                       | Arquitecte: Jeroni Martorell i Terrats Estil: historicisme arquitectònic 1950 | 41° 25′ 05″ N, 1° 55′ 23″ E / 41.4181°N,1.92292°E ca:Pl. de l'Església, 1                                 | bé cultural d'interès local                          | Casa Rectoral (Corbera de Llobregat)    | Modifica les dades a Wikidata |
|        | Casal de Santa Magdalena                    | Corbera de Llobregat                                                              | palau                                                                          | Estil: gòtic flamíger                                                         | 41° 25′ 08″ N, 1° 55′ 26″ E / 41.418892°N,1.923835°E ca:Major, 1-3                                        | bé d'interès cultural bé cultural d'interès nacional | Castell de Corbera                      | Modifica les dades a Wikidata |
|        | Castell de Corbera de Llobregat             | Corbera de Llobregat                                                              | ruïnes de castell                                                              | Estat: parcialment destruït                                                   | 41° 25′ 04″ N, 1° 55′ 21″ E / 41.417797°N,1.922504°E                                                      | bé d'interès cultural bé cultural d'interès nacional | Antic Castell de Corbera                | Modifica les dades a Wikidata |
|        | Corbera de Llobregat                        | Corbera de Llobregat                                                              | entitat singular de població capital municipal ens local històric de Catalunya | 15783 hab                                                                     | 41° 25′ 01″ N, 1° 55′ 11″ E / 41.41702°N,1.9197°E 242 msnm                                                |                                                      |                                         | Modifica les dades a Wikidata |
|        | Creu de Sussalba                            | Corbera de Llobregat                                                              | collada intersecció                                                            |                                                                               | 41° 26′ 34″ N, 1° 57′ 55″ E / 41.4427761649013°N,1.96521018782485°E                                       |                                                      |                                         | Modifica les dades a Wikidata |
|        | Dipòsits d'aigua del Calaix                 | Corbera de Llobregat                                                              | dipòsit d'aigua                                                                | 20th century Estat: ruïnós                                                    | 41° 25′ 20″ N, 1° 53′ 48″ E / 41.42214°N,1.89666°E ca:A prop del torrent del Calaix                       |                                                      |                                         | Modifica les dades a Wikidata |
|        | Forn de calç dels Guixots 1                 | Corbera de Llobregat                                                              | forn de calç                                                                   | Estil: arquitectura popular                                                   | | bé integrant del patrimoni cultural català           |                                         | Modifica les dades a Wikidata |
|        | Jardí de les Palmeres, Parc de les Palmeres | Corbera de Llobregat                                                              |                                                                                | 20th century                                                                  | 41° 25′ 00″ N, 1° 55′ 13″ E / 41.41661°N,1.92034°E ca:Part alta del nucli urbà                            |                                                      |                                         | Modifica les dades a Wikidata |
|        | Llobregat                                   | Catalunya província de Barcelona Catalunya Central Àmbit Metropolità de Barcelona | riu                                                                            | Desemboca: mar Mediterrània Llarg: 175km Conca: 4948.3km²                     | 42° 16′ 57″ N, 2° 00′ 46″ E / 42.282412°N,2.012826°E 41° 18′ 08″ N, 2° 07′ 55″ E / 41.302248°N,2.131948°E |                                                      | Llobregat                               | Modifica les dades a Wikidata |
|        | Molí fariner de Can Planas                  | Corbera de Llobregat                                                              | molí d'aigua                                                                   | Estil: arquitectura popular                                                   | | bé integrant del patrimoni cultural català           |                                         | Modifica les dades a Wikidata |
|        | Mural del carrer de la Pau                  | Corbera de Llobregat                                                              | mural                                                                          |                                                                               | 41° 24′ 56″ N, 1° 55′ 54″ E / 41.41546630859375°N,1.9316589832305908°E ca:La Pau                          |                                                      |                                         | Modifica les dades a Wikidata |
|        | Pedrera de cal Guixaire, Guixera de can Sec | Corbera de Llobregat                                                              | pedrera                                                                        | 1830s                                                                         | 41° 24′ 58″ N, 1° 55′ 37″ E / 41.41613°N,1.92682°E ca:Carrer de l'Esport, 2                               |                                                      |                                         | Modifica les dades a Wikidata |
|        | Pessebre Vivent de Corbera de Llobregat     | Corbera de Llobregat                                                              | pessebre vivent                                                                |                                                                               | |                                                      | Pessebre Vivent de Corbera de Llobregat | Modifica les dades a Wikidata |
|        | Pont de Ca n'Amigó                          | Corbera de Llobregat                                                              | pont                                                                           |                                                                               | 41° 26′ 27″ N, 1° 58′ 03″ E / 41.4409600035419°N,1.96758521640775°E                                       |                                                      |                                         | Modifica les dades a Wikidata |
|        | Pou de glaç de Corbera de Llobregat         | Corbera de Llobregat                                                              | pou de neu                                                                     | Estil: arquitectura popular                                                   | 41° 26′ 29″ N, 1° 58′ 47″ E / 41.4414°N,1.97985°E ca:A tocar del nucli de Sant Andreu de la Barca         | bé cultural d'interès local                          |                                         | Modifica les dades a Wikidata |
|        | capella de la Mare de Déu del Carme         | Corbera de Llobregat                                                              | capella element arquitectònic                                                  | 2000                                                                          | 41° 25′ 02″ N, 1° 55′ 14″ E / 41.41727°N,1.92068°E ca:C/ Raval - C/ del Carme                             |                                                      |                                         | Modifica les dades a Wikidata |
|        | casa consistorial de Corbera de Llobregat   | Corbera de Llobregat                                                              | casa consistorial                                                              | Arquitecte: Josep Ros i Ros Estil: modernisme català                          | 41° 24′ 59″ N, 1° 55′ 40″ E / 41.4163329°N,1.9278698°E ca:C/ Pau, 5                                       |                                                      | Town hall of Corbera de Llobregat       | Modifica les dades a Wikidata |
|        | el Calaix                                   | Corbera de Llobregat                                                              | indret                                                                         |                                                                               | 41° 25′ 20″ N, 1° 53′ 58″ E / 41.42213°N,1.89941°E ca:Torrent de can Canals                               |                                                      |                                         | Modifica les dades a Wikidata |
|        | l'Hort Clos                                 | Corbera de Llobregat                                                              | cabana                                                                         |                                                                               | 41° 26′ 02″ N, 1° 56′ 34″ E / 41.4337641065591°N,1.94289958744217°E                                       |                                                      |                                         | Modifica les dades a Wikidata |
|        | olivera de la Vinya d'en Bargalló           | Corbera de Llobregat                                                              | arbre singular                                                                 | Taxon: Olea europaea var. europaea (Olea europaea var. europaea)              | 41° 26′ 20″ N, 1° 57′ 02″ E / 41.438932°N,1.950536°E                                                      |                                                      |                                         | Modifica les dades a Wikidata |
|        | riera de Rafamans                           | la Palma de Cervelló Cervelló Corbera de Llobregat                                | curs d'aigua                                                                   | Desemboca: riera de Cervelló                                                  | 41° 24′ 31″ N, 1° 58′ 28″ E / 41.40871°N,1.97456°E                                                        |                                                      |                                         | Modifica les dades a Wikidata |